# LaGrange, Arkansas
LaGrange là một thị trấn thuộc quận Lee, tiểu bang Arkansas, Hoa Kỳ. Năm 2010, dân số của thị trấn này là 89 người.

## Dân số
- Dân số năm 2000: 122 người.
- Dân số năm 2010: 89 người.